# Aurangzeb
Aurangzeb (punim imenom Abū al-Muẓaffar Muḥammad Muḥyī ad-Dīn) (Dahod, Indija, 4. studenoga 1618. — Ahmednagar, Indija, 3. ožujka 1707.) je kao sin Šaha Džahana bio veliki mogul Indije od 31. srpnja 1658. do svoje smrti 1707. godine. Smatra se posljednjim od velikih mogulskih vladara i kontroverznom osobom indijske povijesti.
Na vlast je došao tako što je ostarijelog oca zatočio u tvrđavi Agra, a trojicu braću pogubio u kratkom ratu za nasljeđe. Njegov otac Šah Džahan dao je sagraditi puno raskošnih građevina, poput mauzoleja Taj Mahala, kao spomen za svoju rano preminulu voljenu ženu Perzijanku Mumtaz Mahal s kojom je imao 14-ero djece, među kojima i Aurangzeba, kao trećega sina i šesto dijete.
Za razliku od svojih prethodnika, Aurangzeb je vodio skroman i pobožan život. Osnove njegove vladavine bile su oslanjanje na islam i šerijatsko pravo. Napustio je politiku religiozne tolerancije, uništio je brojne hinduističke hramove i preveo brojne hinduiste na islam. Borio se i protiv islamske sekte sufizma, koju je smatrao za herezu.
Bio je šesti mogulski car, koji je vladao gotovo cijelim indijskim potkontinentom u razdoblju od 49 godina. Smatra se posljednjim učinkovitim vladarom Mogulskog Carstva.
Koristio je vojne poduhvate da bi, uz veliku cijenu, uvećao i osnažio Mogulsko Carstvo. Njegova politika izazvala je brojne pobune koje je gušio za života, ali koje će poslije njegove smrti dovesti do radikalnih promjena. Bio je značajan ekspanzionist; tijekom njegove vladavine, Mogulsko Carstvo doseglo je svoj najveći razmjer. Tijekom njegova života, pobjede na jugu proširile su Mogulsko Carstvo na 4 milijuna četvornih kilometara i vladao je stanovništvom koje se procjenjuje na preko 158 milijuna podanika. Pod njegovom vladavinom Indija je nadmašila Kinu dinastije Qing i postala najveća svjetska ekonomija toga vremena i najveća proizvodna snaga, vrijedna gotovo četvrtine globalnog BDP-a i više od cijele zapadne Europe, a njezin najveći i najbogatiji pododjel Bengal Subah (danas Zapadni Bengal i Bangladeš), nagovijestio je vrijeme industrijalizacije.